# 里昂第二区
里昂第二区是法国里昂的九个区之一，成立于1852年3月24日，是里昂最早的五个区之一。
第二区是里昂最热闹最商业化的一个区，面积3.41 km2，人口27,971（1990年）。

## 街道广场
- 安培广场
- 白莱果广场
- 策肋定广场 (里昂)
- 雅各宾广场
- 共和国街
- 雨果街
- 左拉街